# Vachetteleder
Vachetteleder (aus dem Französischen von vache Rind, [vaˈʃɛt]) ist ein schwach gefettetes lohgares Leder, das aus dünnen Häuten von Rindern gefertigt wird.
Vachetteleder wurde und wird naturfarbig, gefärbt oder als Möbelleder in Sattlerei, Schuhindustrie, Wagenbauerei und in der Möbelindustrie verwendet.